# Chiococca alba
Chiococca alba, também designada por outros nomes científicos, é uma planta vulgarmente conhecida como cipó-cruzeiro, cainca, cainana, caninana, cipó-cruz, purga-preta, raiz-preta, raiz-fedorenta e dambre.

## Sinonímia botânica
- Chiococca anguifuga, Martius
- Chiococca brachiata, Ruiz & Pav.
- Chiococca brachiata var. grandifolia, Müll. Arg.
- Chiococca filipes, Lundell
- Chiococca macrocarpa, M. Martens & Galeotti
- Chiococca petenensis, Lundell
- Chiococca racemosa, L.
- Chiococca racemosa, Sessé & Moc.
- Chiococca racemosa var. yucatana, Loes.
- Chiococca trisperma, Hook. f.
- Chiococca vestita, Lundell
- Chiococca vestita var. glaberrima, Lundell
- Lonicera alba, L.